# Giuseppe Sermonti
(Giuseppe Sermonti)
Giuseppe Sermonti (Roma, 4 ottobre 1925 – Roma, 16 dicembre 2018) è stato un biologo e saggista italiano.

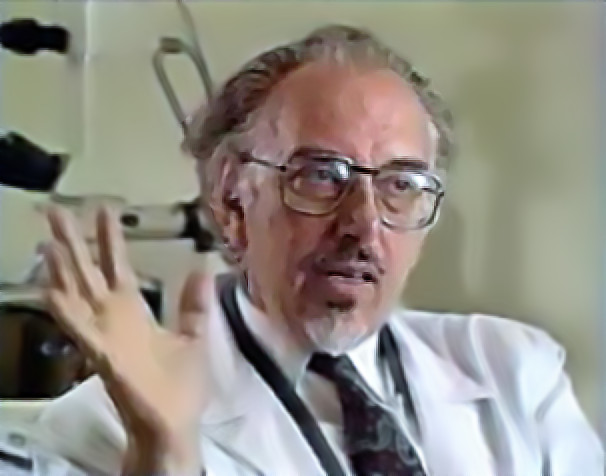
Giuseppe Sermonti nel 2000

Laureato in scienze biologiche all'Università di Roma ed in scienze agrarie all'Università di Pisa, è stato professore di genetica.
In collaborazione con Guido Pontecorvo ha scoperto la ricombinazione parasessuale di Penicillium chrysogenum. Assieme a Isabella Spada di Colle d'Alberi (sua moglie) ha scoperto la ricombinazione genetica degli Streptomyces. Raggiunse la notorietà accademica grazie alla pubblicazione di uno dei primi articoli riguardanti la possibilità di applicare il ciclo parasessuale di Penicillium chrysogenum alla produzione industriale di Penicillina. Dal 1986 ha abbandonato la ricerca scientifica per dedicarsi all'attività di scrittore e saggista.
Dopo l'uscita dal mondo accademico, è principalmente noto per la divulgazione dell'ipotesi devoluzionista, per i libri sulle connessioni con il mondo del simbolismo delle fiabe e per le sue posizioni critiche verso la sintesi moderna dell'evoluzione (neodarwinismo), da lui considerata un prodotto dello scientismo.
Era fratello del dantista Vittorio Sermonti e dello storico, zoologo e politico Rutilio Sermonti, anche lui studioso anti-evoluzionista.

## Biografia
Laureatosi in agraria e in biologia, nel 1950 ottenne il suo primo incarico come responsabile del reparto di genetica del Centro internazionale di Chimica Microbiologica (CICM) presso l'Istituto Superiore di Sanità sotto la direzione di E.B. Chain, successivamente, presso l'Istituto Superiore di Sanità avviò il reparto di Genetica Microbiologica. Negli anni cinquanta lavorò come responsabile al dipartimento di genetica dell'Università di Glasgow sotto Guido Pontecorvo. In questo periodo, Sermonti e Pontecorvo, scoprono la ricombinazione genetica parasessuale nel Penicillium e nello Streptomyces: tale scoperta, che si dimostrò utile per la produzione di antibiotici, conferì un forte accreditamento scientifico, in particolare grazie all'articolo di Sermonti stesso. Egli è riconosciuto come uno dei "padri" delle applicazioni tecnologiche ed industriali delle scoperte biologiche (biotecnologie).
È stato docente universitario dal 1964 di genetica, dapprima a Camerino, poi a Palermo ed infine a Perugia, dove, dal 1974 al 1986, ha diretto l'Istituto di Genetica. È stato per tre anni presidente dell'Associazione Genetica Italiana e vicepresidente del XIV Congresso Internazionale di Genetica tenutosi a Mosca nel 1978. In questo periodo fu nominato direttore dell'International School for General Genetics del Centro Ettore Majorana e successivamente direttore responsabile dei corsi quadriennali di Microbial Breeding, presso l'International School for General Genetics. Nel 1986 ha lasciato l'Università per dedicarsi all'attività di scrittore. Inoltre, sempre nel 1986, ha fondato, insieme ad altri studiosi, biologi, matematici e fisici l'"Osaka Group for the Study of Dynamic Structures" (o, più semplicemente, il "Gruppo Osaka"), finalizzato all'elaborazione di una biologia "strutturalista", ovvero antimeccanicista ed antiriduzionista.
Negli anni ottanta assume la direzione della rivista Rivista di Biologia - Biology Forum (editore Tilgher, Genova). Nei suoi editoriali Sermonti presenta e divulga le ipotesi del gruppo di Osaka. Sermonti divenne apertamente critico verso l'evoluzionismo solo nel 1976, dopo aver letto un articolo di Tom Bethell intitolato Darwin's mistake. Le argomentazioni di Sermonti sull'entropia, sull'epistemologia e sull'evoluzione sono state esposte a partire dall'opera Il crepuscolo dello scientismo, che fu edito da Rusconi, nel quale contesta l'affermazione che la realtà si possa conoscere servendosi esclusivamente della scienza moderna e che ogni problema umano si possa risolvere grazie ad essa ed alle sue applicazioni tecniche.
Si dedica anche alla reinterpretazione in chiave moderna delle "teorie della degenerazione" di fine Ottocento, nelle quali le scimmie moderne venivano presentate come antichi cugini "degenerati" di primitivi ominidi; Nel 1984 pubblica La luna nel bosco. Saggio sull'origine della scimmia, edito da Rusconi, libro dedicato principalmente all'esposizione dell'ipotesi devolutiva. In questo libro Sermonti sostiene che l'antenato comune di uomo e scimpanzé somigliava molto all'uomo moderno, e che l'aspetto delle scimmie moderne si sia evoluto successivamente a quello umano, pertanto i caratteri che contraddistinguono le scimmie moderne risulterebbero evolutisi successivamente e più recentemente (sulla scala temporale) rispetto ai caratteri tipici degli ominidi primitivi. Inoltre, afferma che l'evoluzione muove sempre verso un grado di specializzazione crescente e che l'uomo non può essersi evoluto dalla scimmia poiché è molto meno specializzato di qualsiasi animale. A differenza degli altri animali, l'uomo infatti non possiede un codice istintuale innato e un corpo che dopo poco tempo conosca ciò che è necessario e sia adatto a crescere, sopravvivere e riprodursi nell'ambiente circostante.
Nel 2004 pubblica Fiabe dei tre reami. Fiori dei cieli e polvere dorata in cui tratta l'interpretazione alchemica delle favole ed avvia una serie di opere sulle connessioni con il mondo del simbolismo delle fiabe.
Nel 2005 in merito alle sue opinioni antievoluzioniste, è stato ascoltato dalla commissione per l'istruzione dello Stato del Kansas riguardo all'opportunità di reintrodurre l'Intelligent Design nei programmi scolastici. Nel 2010 pubblica Le delizie della biologia. Il problema della forma e la retorica del DNA nel quale viene presentata una raccolta dei principali editoriali con cui Sermonti ha aperto i numeri della Rivista di Biologia/Biology Forum, nella quale Sermonti tratta articoli epistemiologici e dedicati alla filosofia del sapere, divulgando le ipotesi antimeccaniciste ed antiriduzioniste del gruppo Osaka.
Nel 2018 si è registrato un suo ultimo contributo e saluto pubblico per il tramite del figlio Andrea, in occasione della giornata mondiale della filosofia presso la Biblioteca del Senato, con convegno a tema sul suo libro Una scienza senz'anima.

## Opere

### Opere scientifiche
- (EN) A. Ballio e G. Sermonti, Action of Mycophenolic Acid on Unstable Diploids of Penicillium chrysogenum (PDF), in Nature, vol. 190, 1º aprile 1961,  pp. 108-109, DOI:10.1038/190108a0.
- (EN) A. Ballio, E.B. Chain, F. Dentice Di Accadia, Maria Francesca Mastropietro-Cancellieri, G. Morpurgo, G. Serlupi-Crescenzi e G. Sermonti., Incorporation of α,ω-Dicarboxylic Acids as Side-chains into the Penicillin Molecule (PDF), in Nature, vol. 185, 9 gennaio 1960,  pp. 97-99, DOI:10.1038/185097a0.
- (EN) G. Sermonti e I. Spada-Sermonti, Genetic Recombination in Streptomyces (PDF), in Nature, vol. 176, 16 luglio 1955,  p. 121, DOI:10.1038/176121a0.
- (EN) G. Pontecorvo e G. Sermonti, Recombination without sexual reproduction in Penicillium chrysogenum (PDF), in Nature, vol. 172, n. 4368, 18 luglio 1953,  pp. 126-127, DOI:10.1038/172126c0, PMID 13072606.
- Giuseppe Sermonti, Genetica generale, Torino, Bollati Boringhieri, 1971, ISBN 88-339-5354-8.
- Diversi articoli nel campo della microbiologia.

### Opere letterarie
- Giuseppe Sermonti, Il crepuscolo dello scientismo, Rusconi, 1971.
- Giuseppe Sermonti, La mela di Adamo e la mela di Newton, Rusconi, 1974.
- Giuseppe Sermonti e Roberto Fondi, Dopo Darwin, Rusconi, 1980. Prima proposta di Sermonti e del paleontologo Fondi di una alternativa alla teoria evoluzionistica.
- Giuseppe Sermonti, Le forme della vita, Armando, 1981.
- Giuseppe Sermonti, L'anima scientifica, Dino editori, 1982.
- Giuseppe Sermonti, La luna nel bosco, Rusconi, 1984. Prima esposizione accurata della teoria devoluzionistica, contesta in particolare la tesi che l'uomo discenda dalla scimmia.
- Giuseppe Sermonti, Goethe scienziato, Einaudi, 1995.
- Giuseppe Sermonti, Dimenticare Darwin, Rusconi, 1999. Critica ai principi fondamentali del Darwinismo, considerato come teoria ormai inadeguata all'era moderna.
- Giuseppe Sermonti, Il mito della grande madre, Mimesis, 2002. Dalle amigdale a Çatal Hüyük.
- Giuseppe Sermonti, L'anima scientifica. Simbolismo e funzione della scienza, La Finestra editrice, 2003.
- Giuseppe Sermonti, Scienziati nella tempesta, Di Renzo Editore, 2003.
- Giuseppe Sermonti, Fiabe dei tre reami. Fiori dei cieli e polvere dorata, La Finestra editrice, 2004. Il volume tratta dell'interpretazione alchemica delle favole.
- Giuseppe Sermonti, La danza delle silfidi, La Finestra editrice, 2004. Le leggi della scienza narrate attraverso le fiabe.
- Giuseppe Sermonti, La scienza vestita di fiaba, Di Renzo Editore, 2004.
- Giuseppe Sermonti, Tra le quinte della scienza - Profeti e Professori, Di Renzo Editore, 2007.
- Giuseppe Sermonti, Il tao della biologia. Saggio sulla comparsa dell'uomo, Lindau, 2007.
- Giuseppe Sermonti, Una scienza senz'anima, Lindau, 2008.
- Giuseppe Sermonti, Alchimia della fiaba, Lindau, 2009.
- Giuseppe Sermonti, Le delizie della biologia. Il problema della forma e la retorica del DNA, Lindau, 2010.

### Opere letterarie tradotte
Il suo libro Dimenticare Darwin è stato pubblicato nel 2003 in italiano, ed è stato tradotto in inglese col titolo Why Is a Fly Not a Horse? (letteralmente: Perché una mosca non è un cavallo?) il libro nella sua versione inglese è edito sul mercato americano dalla fondazione Discovery Institute (istituto per la diffusione del Disegno Intelligente e del Creazionismo).